# Gnophos brachyphora
Gnophos brachyphora là một loài bướm đêm trong họ Geometridae.